# 金露花属
是马鞭草科下的一个属，为灌木或小乔木植物，分布于热带美洲。